# Pieter Groenewald
Petrus Joahannes Groenewald más conocido como Pieter Groenewald (Fochville, Provincia de Gauteng, Sudáfrica, 27 de agosto de 1955) es un político sudafricano que se desempeña desde el 3 de julio de 2024 como Ministro de servicios correccionales de Sudáfrica, anteriormente también fue el líder del Frente de la Libertad.

## Biografía
Groenewald nació en la Provincia de Gauteng el 27 de agosto de 1955. Obtuvo una licenciatura universitaria de la universidad de Potchefstroom y trabajó en el fabricante de armas Armscor. Completó su servicio militar en el Berede Centre ubicado en Potchesfstroom. En la actualidad vive en Stilfontein y está casado.

## Carrera política
Groenewald comenzó su carrera política como alcalde de Stilfontein hasta 1989 cuando fue elegido diputado en el Parlamento de Sudáfrica. Fue reelegido diputado en 1994, y en 1999 fue elegido miembro del parlamento provincial de la Provincia del Noroeste, en 2001 volvió al parlamento nacional y desde entonces ha sido diputado.
Durante su etapa en el parlamento ha sido miembro del comité de defensa desde 1994 hasta 1999 y también fue miembro de la primera Comisión Ministerial Interina del Servicio de la Fuerza de Defensa Nacional hasta 2012. Fue el líder, además de fundador, del Frente de la Libertad, un partido que defiende los derechos de los afrikáner, desde 2016 hasta su renuncia en 2025.
El 3 de julio de 2025 fue elegido por el presidente sudafricano Cyril Ramaphosa para ser el nuevo ministro de servicios correccionales en su nuevo gabinete.